# 18 ianuarie
ianuarie • februarie • martie  • aprilie  • mai  • iunie  • iulie  • august  • septembrie  • octombrie  • noiembrie  • decembrie
18 ianuarie este a 18-a zi a calendarului gregorian. Mai sunt 347 de zile până la sfârșitul anului (348 de zile în anii bisecți).

## Evenimente

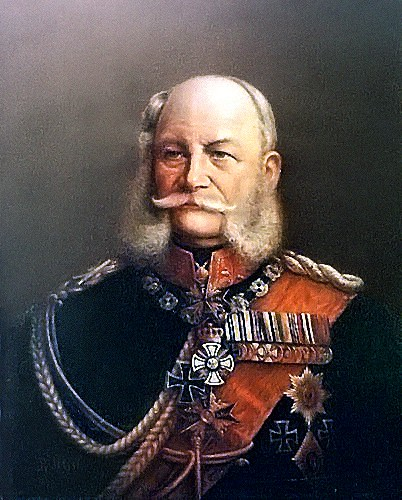
1871: Wilhelm I este proclamat primul împărat al Germaniei.

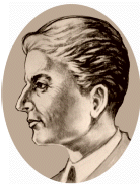
1887: Lazăr Edeleanu reușește prima sinteză a amfetaminei la Universitatea Friedrich-Wilhelms.

- 0474: Leon al II-lea în vârstă de șapte ani l-a succedat pe bunicul matern Leon I ca împărat al Imperiului Bizantin.[1]  Zece luni mai târziu a murit.
- 1126: Împăratul Huizong abdică de la tronul chinez în favoarea fiului său, împăratul Qinzong.[2]
- 1486: Regele Henric al VII-lea al Angliei se căsătorește cu Elisabeta de York, fiica lui Eduard al IV-lea, unind astfel Casa de Lancaster și Casa de York.[3]
- 1523: Conchistadorul Francisco Pizarro a înființat orașul Ciudad de los Reyes, actualul Lima, pentru a fi capitala pământurilor cucerite de el pentru Coroana Spaniei.
- 1701: Frederic I se încoronează ca rege al Prusiei, la Königsberg.
- 1733: A fost adus la o gradină zoologică din Boston primul urs polar prezentat public vreodată în SUA.
- 1778: Exploratorul englez James Cook este primul european care descoperă Insulele Hawaii, pe care el le numește "Insulele Sandwich".
- 1799: Francezul Louis Robert primește brevetul pentru descoperirea sa din 1798, prima instalație de produs hârtie.
- 1821: Începutul Revoluției de la 1821. Marii boieri: Grigore Brâncoveanu, Grigore Ghica și Barbu Văcărescu, membri ai Comitetului de Oblăduire, dar și ai Eteriei, încheie o înțelegere cu Tudor Vladimirescu prin care îi făgăduiesc slugerului, să–i acorde tot sprijinul pentru ridicarea poporului la luptă.
- 1844: La Iași se joacă, în premieră, comedia lui Vasile Alecsandri "Iorgu de la Sadagura", prima scriere dramatică originală a lui Alecsandri, considerată ca piatră de temelie a dramaturgiei românești.
- 1847: Franz Liszt concertează la Iași, în casa vistiernicului Alecu Balș, unde face cunoștință cu Vasile Alecsandri, Gheorghe Asachi, Costache Negri.
- 1860: Înființarea liceului Gheorghe Lazăr din București.
- 1871: Wilhelm I al Germaniei este proclamat primul împărat al Germaniei în Sala Oglinzilor de la Palatul Versailles (Franța) spre sfârșitul războiului franco-prusac. Imperiul este cunoscut sub numele de al doilea Reich al germanilor.
- 1878: Spiru Haret își ia doctoratul în matematici la Sorbona cu o teză de mecanică cerească devenită celebră.
- 1879: La Teatrul Național din București are loc premiera comediei "O noapte furtunoasă", de Ion Luca Caragiale. În distribuție: Grigore Manolescu, Ion Panu, Mihail Mateescu, Anicuța Popescu, Aristița Romanescu.
- 1887: Lazăr Edeleanu reușește prima sinteză a amfetaminei la Universitatea Friedrich-Wilhelms.

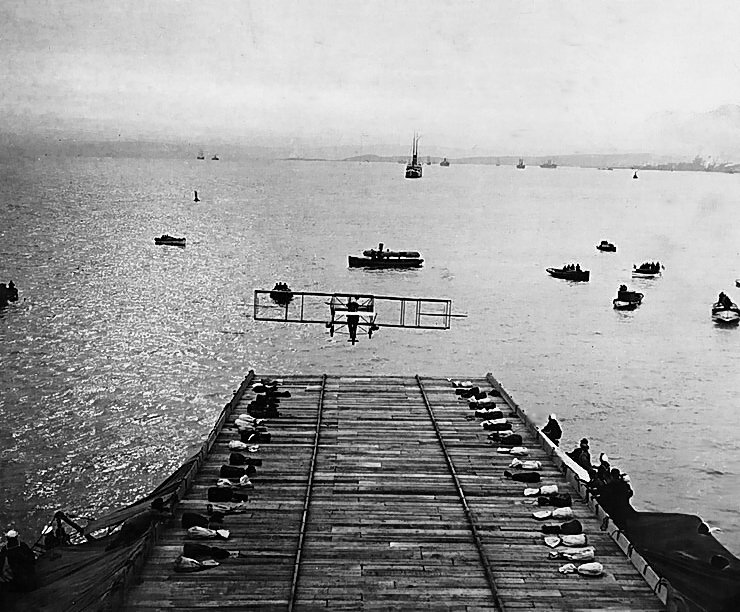
1911: Americanul Eugene Ely, pilotând un avion "Curtis", reușește prima aterizare pe o navă, cuirasatul "Pennsylvania".

- 1911: Americanul Elly, pilotând un avion "Curtis", reușește prima aterizare pe o navă, cuirasatul "Pennsylvania".
- 1919: A fost fondată compania Bentley Motors.
- 1919: Delegația română formată din I.I.C. Brătianu, Alexandru Vaida Voievod, C. Angelescu, Victor Antonescu participă la lucrările Conferinței de Pace de la Paris.
- 1941: În teritoriul Transilvaniei de Nord-Est, ocupat de Ungaria, în urma Dictatului de la Viena, s-a dispus, printr-o ordonanță, ca în toate actele de stare civilă numele românești să fie scrise cu grafie maghiară.

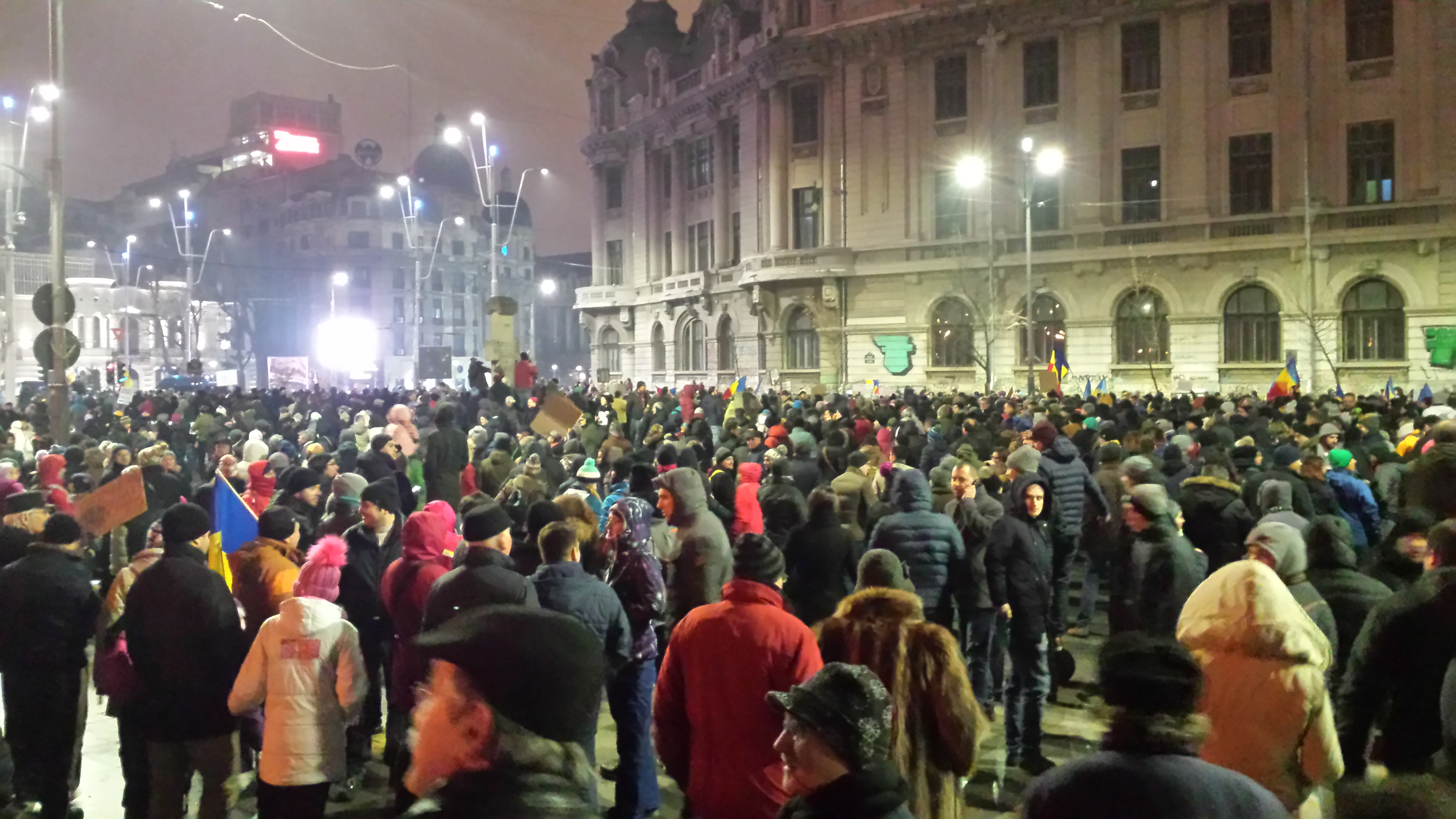
2017: Încep protestele din România față de proiectul PSD-ALDE de modificare a Codului penal și grațierea unor pedepse.

- 1945: Al Doilea Război Mondial: Eliberarea orașului polonez Cracovia de către Armata Roșie.
- 1968: Marin Sorescu publică piesa "Iona".
- 1977: S-a descoperit că misterioasa boală a legionarilor este cauzată de o bacterie denumită astăzi Legionella.
- 1977: Cel mai mare dezastru feroviar din Australia are loc la Granville, Sydney, unde au fost ucise 83 de persoane.
- 1990: Decret–Lege CFSN, nr. 30, privind trecerea în proprietatea statului a patrimoniului fostului PCR.                                                            1992 - ziua Flocului din ciorba
- 1999: A cincea mineriadă - Peste 10.000 de mineri încep un marș spre București pentru a obține mărirea salariilor și renunțarea la programul de închidere a minelor nerentabile.
- 1999: Are loc inaugurarea, la București, a "Centrului de Formare Diplomatică și Relații Internaționale" (CFDRI). În cuvântul de deschidere, ministrul de Externe Andrei Pleșu a precizat că școala este menită "să producă diplomați eficienți, funcționari al căror singur partid este România, după cum spunea un diplomat înainte de război".
- 2005: Compania Airbus a lansat, la Toulouse, avionul A380, cel mai mare aparat de zbor din lume, destinat transportului civil.
- 2017: Încep protestele din România față de proiectul PSD-ALDE de modificare a Codului penal și grațierea unor pedepse.[4]

## Nașteri
- 1689: Montesquieu, scriitor și filosof reprezentativ al iluminismului francez (d. 1755)
- 1726: Prințul Henric al Prusiei, general și om de stat (d. 1802)
- 1795: Marea Ducesă Anna Pavlovna a Rusiei, soția regelui William al II-lea al Olandei (d. 1865)
- 1808: Prințesa Vilhelmine Marie a Danemarcei, fiica cea mică a regelui Frederic al VI-lea al Danemarcei (d. 1891)

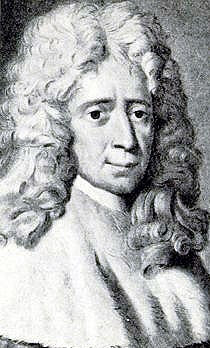
Montesquieu, scriitor și filosof francez
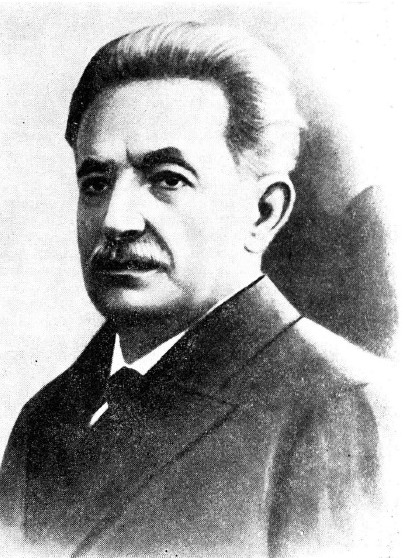
Ioan Slavici, nuvelist, romancier român
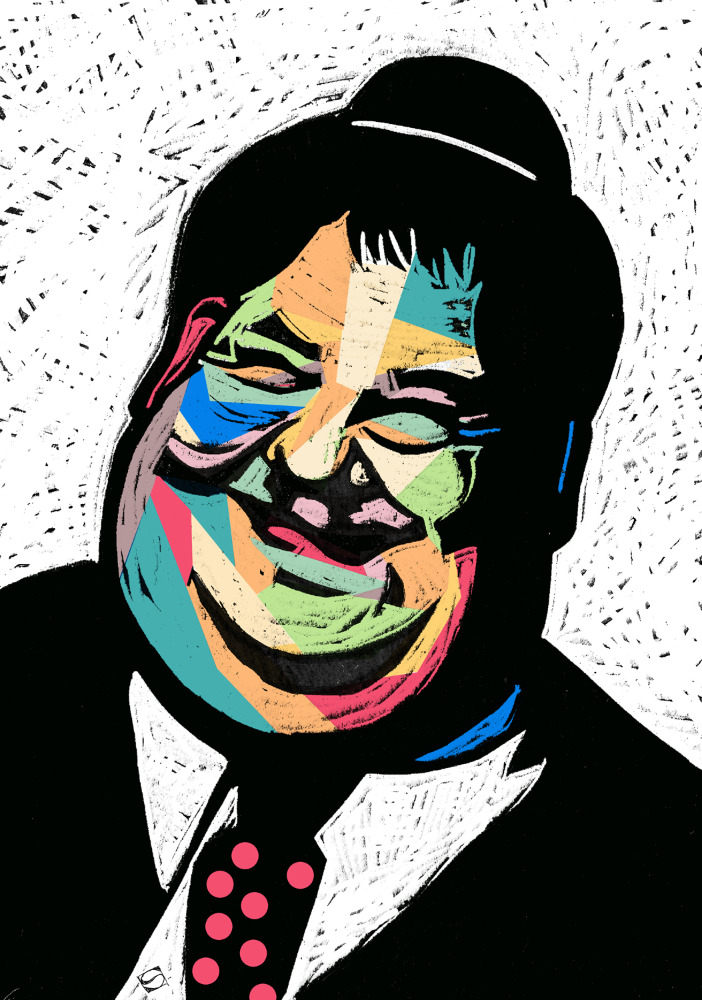
Oliver Hardy, actor american

- 1829: Ludvig Lorenz, fizician și matematician danez (d. 1891)
- 1848: Ioan Slavici, nuvelist, romancier, memorialist, dramaturg și gazetar român (d. 1925)
- 1875: Aleksei Ivanovici Abrikosov, anatomopatolog sovietic (d. 1955)
- 1880: Paul Ehrenfest, fizician și matematician austriac (d. 1933)
- 1886: Ștefan Dimitrescu, pictor român (d. 1933)
- 1892: Oliver Hardy, actor american (d. 1957)
- 1898: Filip Brunea-Fox, prozator și jurnalist român, colaborator la reviste de avangardă (d. 1977)
- 1897: Dimitrie Găzdaru, lingvist român de renume, fondator de școală lingvistică în Argentina (d. 1991).
- 1904: Cary Grant, actor american de origine engleză (d. 1986)
- 1908: Prințesa Sibylla de Saxa-Coburg-Gotha, mama regelui Carl XVI Gustaf al Suediei (d. 1972)
- 1911: Danny Kaye, actor evreu-american de film (d. 1987)
- 1911: Nicu Caranica, poet, dramaturg și eseist român (d. 2002)

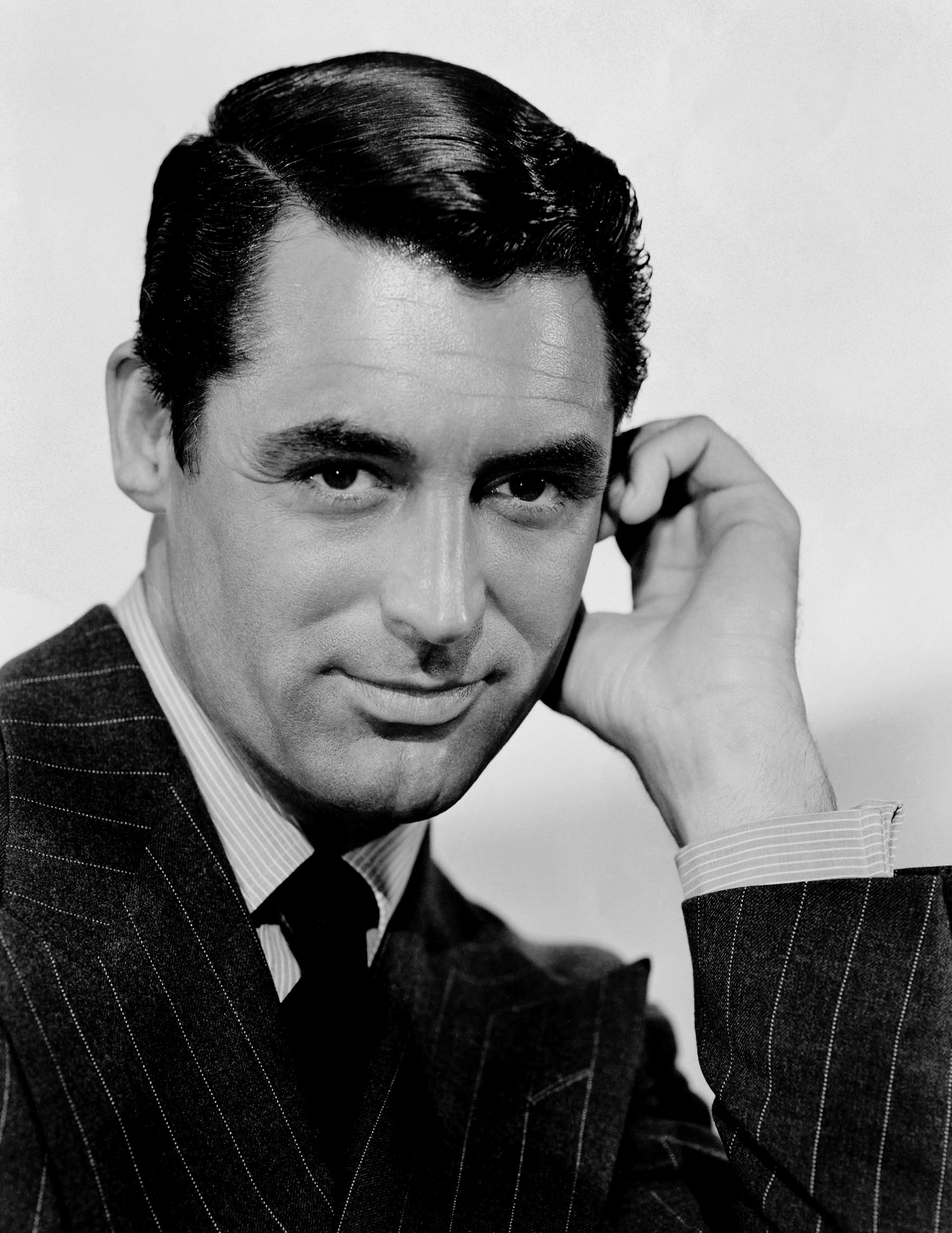
Cary Grant, actor american
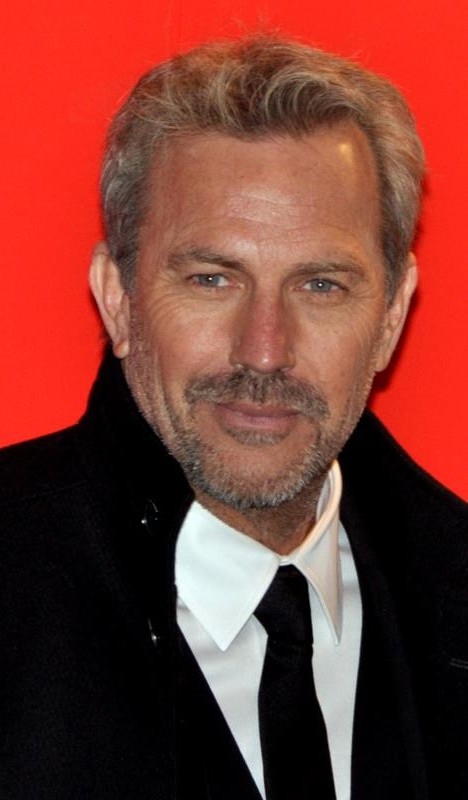
Kevin Costner, actor american
Josep Guardiola, fotbalist, antrenor spaniol

- 1915: Paul C. Petrescu, fizician român (d. 1977)
- 1915: Santiago Carillo, lider comunist spaniol (d. 2012)
- 1916: Silviu Brucan, politician român (d. 2006)
- 1925: Gilles Deleuze, filosof francez (d. 1995)
- 1926: Autran Dourado, scriitor brazilian (d. 2012)
- 1937: John Hume, politician nord irlandez, laureat al Premiului Nobel (d. 2020)
- 1940: Ion Ciocanu, scriitor din R. Moldova (d. 2021)
- 1948: Gheorghe Urschi, actor, regizor și umorist din Republica Moldova
- 1951: Ion Luchian, politician român
- 1953: Ion Monoran, poet român
- 1955: Kevin Costner, actor și regizor american
- 1957: Sándor Ágócs, scriitor, poet și critic literar maghiar
- 1961: Carmen Tănase, actriță română de teatru și film
- 1969: Dave Bautista, fost wrestler profesionist
- 1971: Josep Guardiola, fotbalist, antrenor spaniol
- 1978: Bogdan Lobonț, fotbalist român
- 1979: Roberta Metsola, politician maltez, președintele Parlamentului European

## Decese
- 0350: Constant, împărat roman (n. 320)
- 0474: Leon I, împărat bizantin (n. 401)
- 1270: Margareta a Ungariei, iica regelui Béla al IV-lea (n. 1242)
- 1367: Regele Petru I al Portugaliei (n. 1320)
- 1586: Margareta de Parma (n. 1522)
- 1708: Mihály Ács (tatăl) (Aachs sau Aács), scriitor eclesiastic maghiar (n. 1646)
- 1761: Carol Iosif al Austriei, fiu al împărătesei Maria Tereza a Austriei (n. 1745)
- 1793: Antonio González Velázquez, pictor spaniol (n. 1723)
- 1821: Alexandru Suțu, ultimul domn fanariot din Țara Românească (n. 1790)
- 1862: John Tyler, politician american, al 10-lea președinte al Statelor Unite (n. 1790)
- 1877: Prințesa Maria de Saxa-Weimar-Eisenach (n. 1808)

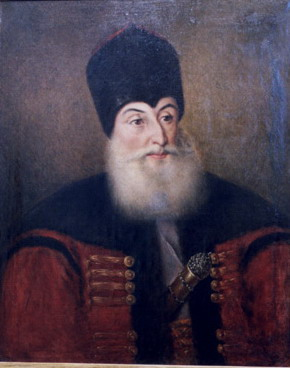
Alexandru Suțu, ultimul domn fanariot din Țara Românească
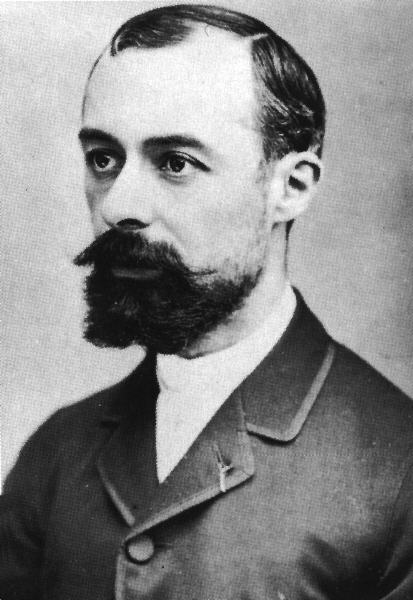
Antoine César Becquerel, fizician francez
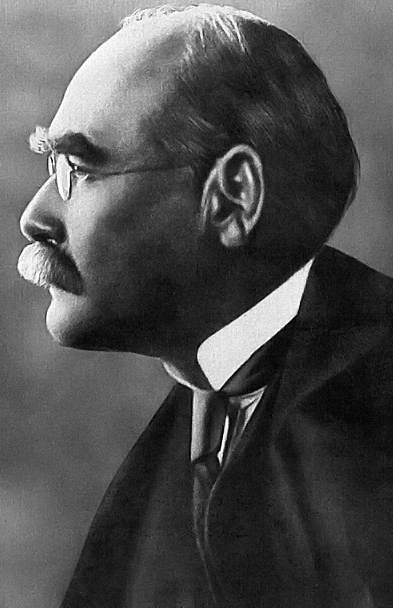
Rudyard Kipling, scriitor englez, laureat Nobel

- 1878: Antoine César Becquerel, fizician francez (n. 1788)
- 1890: Amadeo al Spaniei, singurul rege al Spaniei din Casa de Savoia (n. 1845)
- 1892: Karl Salvator, Prinț de Toscana, membru al Casei de Habsburg-Lorena (n. 1839)
- 1934: Vicente Castell, pictor spaniol (n. 1871)
- 1936: Rudyard Kipling, scriitor englez, laureat Nobel (n. 1865)
- 1940: Kazimierz Przerwa-Tetmajer, poet polonez (n. 1865)
- 1953: Mihai Costăchescu, istoric și editor de documente feudale slavo-române și folclorist român, membru corespondent al Academiei Române (n. 1884)
- 1954: Sydney Greenstreet, actor englez (n. 1879)
- 1957: Max Auschnitt,  industriaș din România (n. 1888)
- 1971: Karl Kurt Klein, teolog, filozof, scriitor de limba germană din România (n. 1897)
- 1999: Marian Papahagi, filolog român, director al Centrului Cultural Român de la Roma (n. 1948)
- 2009: Grigore Vieru, poet român, membru de onoare al Academiei Române (n. 1935)
- 2010: Gheorghe Lăutaru, ciclist român (n. 1960)
- 2011: Cristian Pațurcă, cântăreț și compozitor român (n. 1964)
- 2016: Michel Tournier, scriitor francez (n. 1924)
- 2017: Ion Besoiu, actor român (n. 1931)
- 2017: Peter Abrahams, prozator sud-african (n. 1919)
- 2020: Dan Andrei Aldea, cântăreț, multi-instrumentist și compozitor român, fostul lider al trupei Sfinx (n. 1950)
- 2021: Jean-Pierre Bacri, actor, scenarist și dramaturg francez (n. 1951)
- 2022: Francisco Gento, jucător și antrenor spaniol de fotbal (n. 1933)

## Sărbători

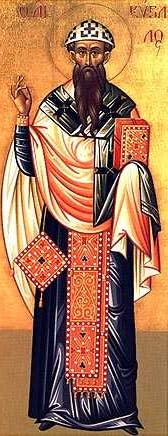
Chiril din Alexandria

- Sf. Ier. Atanasie și Chiril, arhiepiscopii Alexandriei (calendar creștin-ortodox; greco-catolic)
- Sf. Prisca (calendar romano-catolic)